# Ny Columbae
Ny Columbae (ν Col /ν Columbae)är en Bayerbeteckning som delas av två stjärnor, i stjärnbilden Duvan:
- Ny1 Columbae
- Ny2 Columbae